# Christmas Tree Farm
«Christmas Tree Farm»  es una canción navideña escrita e interpretada por la cantante estadounidense Taylor Swift. Se lanzó el 5 de diciembre de 2019.

## Antecedentes y composición
El día 5 de diciembre de 2019, en el programa de televisión Good Morning America y posteriormente en las redes sociales de la cantante, se anunció que «Christmas Tree Farm» sería lanzado a la medianoche de ese día. Swift ha cubierto varias canciones navideñas, incluidas en su Extended play The Taylor Swift Holiday Collection (2007), pero la intérprete no había lanzando un tema original desde este.
Swift compuso la pista la semana anterior, en dicho anunció publicó un video musical acompañante hecho de videos caseros. La canción se titula acertadamente «Christmas Tree Farm», ya que es el lugar donde la intérprete creció.

## Video musical
El video musical estrenado el 5 de diciembre de 2019 muestra momentos navideños de la infancia de Swift.

## Recepción crítica
Chris Willman, de Variety, etiquetó la canción como «hogareña y sincera» y agregó que la producción está «exuberantemente orquestada para la máxima alegría navideña». Alyssa Bailey de Elle describió la pista como una «canción de vacaciones pop infecciosa y personal» con letras que son «personales, alegres y románticas».

## Créditos y personal
Créditos adaptados de Tidal.
- Taylor Swift - voz, composición, producción
- Jimmy Napes - producción, coros, piano
- Serban Ghenea - mezclador
- John Hanes - ingeniero de mezcla
- Gus Pirelli - ingeniero de grabación, moog bass
- Jamie McEvoy - ingeniero asistente de grabación
- Joseph Wander - ingeniero asistente de grabación
- Will Purton - ingeniero asistente de grabación
- Bruce White - violím
- Jodi Milliner - bajo
- Ian Burdge - violonchelo
- Chris Laurence - contrabajo
- Ash Soan - batería
- Simon Hale - arreglador de cuerdas
- Lawrence Johnson - arreglista vocal

## Posicionamiento en listas
| Listas (2019-20)                       | Mejor posición |
| -------------------------------------- | -------------- |
| Australia (ARIA)                       | 96             |
| Bélgica (Ultratop 50) Flanders         | 23             |
| Canadá (Canadian Hot 100)              | 55             |
| Canadá (AC)                            | 8              |
| Canadá (CHR/Top 40)                    | 49             |
| Canadá (Hot AC)                        | 35             |
| Croacia (HRT)                          | 13             |
| Escocia (Official Charts Company)      | 16             |
| Estados Unidos (Billboard Hot 100)     | 59             |
| Estados Unidos (Adult Contemporary)    | 3              |
| Estados Unidos (Adult Top 40)          | 40             |
| Estados Unidos (Holiday 100)           | 19             |
| Estados Unidos (Rolling Stone Top 100) | 65             |
| Hungría (Single Top 40)                | 29             |
| Irlanda (IRMA)                         | 51             |
| Nueva Zelanda Hot Singles (RMNZ)       | 9              |
| Reino Unido (UK Singles Chart)         | 71             |
| Suiza (Schweizer Hitparade)            | 99             |

## Historial de lanzamiento
| País   | Fecha               | Formato                     | Discográfica             | Ref    |
| ------ | ------------------- | --------------------------- | ------------------------ | ------ |
| Varios | 28 de junio de 2019 | Descarga digital, Streaming | Taylor Swift Productions | [ 10 ] |